# Cocalzingo
Cocalzingo är en ort i Mexiko.   Den ligger i kommunen Alpatláhuac och delstaten Veracruz, i den sydöstra delen av landet, 210 km öster om huvudstaden Mexico City. Cocalzingo ligger 2 003 meter över havet och antalet invånare är 502.
Terrängen runt Cocalzingo är huvudsakligen kuperad, men västerut är den bergig. Terrängen runt Cocalzingo sluttar österut. Runt Cocalzingo är det tätbefolkat, med 331 invånare per kvadratkilometer. Närmaste större samhälle är Huatusco de Chicuellar, 16,1 km öster om Cocalzingo. Omgivningarna runt Cocalzingo är en mosaik av jordbruksmark och naturlig växtlighet.